# Ендонуклеаза препуста
Ендонуклеазе препуста (Flap endonukleaze, ФЕН, такође познате као 5' нуклеазе у старијој литератури) су класа нуклеолитичких ензим а који делују као 5'-3' егзонуклеазе и структурно специфичне ендонуклеазе на специјализованим ДНК структурама који се јављају током биолошких процеса ДНК репликације, ДНК поправке, и ДНК рекомбинације. Покретни ендонуклеазе су присутне код еукариота, прокариота, археја, и појединих вируса. Организми могу да имају више од једног ФЕН хомолога; ова редундантност може да буде индикација важности тих ензима. Код прокариота, ФЕН ензими су присутни као Н-терминални домен ДНК полимеразе I, мада поједини прокариоти кодирају други хомолог.